# IC 1247
IC 1247 — галактика типу * (зірка) у сузір'ї Змієносець.
Цей об'єкт міститься в оригінальній редакції індексного каталогу.